# Johann Baptist von Hirscher
Johann Baptist von Hirscher, född den 20 januari 1788 i Bodnegg, död den 4 september 1865 i Freiburg, var en tysk teolog.
von Hirscher var 1817–1837 professor i moralteologi vid den romersk-katolska teologiska fakulteten i Tübingen och från 1837 professor vid universitetet i Freiburg. Hans liberala åsikter i fråga om den katolska auktoritetstron och celibatet ådrog honom förföljelser från det ultramontana partiets sida. Bland hans många arbeten förtjänar främst nämnas Erörterungen über die grossen religiösen Fragen der Gegenwart (1846–1855; 2:a upplagan 1865) och Die kirchlichen Zustände der Gegenwart (1849); vidare Ansichten von dem Jubiläum (1826; 2:a upplagan 1829 under titeln: Die katolische Lehre vom Ablass, pragmatisch dargestellt; 6:e upplagan 1855), Die christliche Moral (1835–1836; 5:e upplagan 1850–1851), Geschichte Jesu Christi (2:a upplagan 1845), Das Leben der seligsten Jungfrau und Gottesmutter Maria (7:e upplagan 1899) samt några mycket lästa predikosamlingar.